# Geijera cauliflora
Geijera cauliflora là một loài thực vật có hoa trong họ Cửu lý hương. Loài này được Baill. mô tả khoa học đầu tiên năm 1872.